# Salvinorina

estrucctura de salvinorina A

Salvinorina es el nombre de distintos principios activos que se encuentran en la Salvia divinorum (de la familia de las Labiatae o Laminaceae), planta americana conocida en Europa a partir de 1939 cuando el antropólogo Jean Bassett Johnson mencionó la existencia de una infusión de esta hierba, de características visionarias usada por chamanes para la adivinación y ceremonias de cura. En 1962 fueron llevadas muestras a Europa. Posteriores investigaciones dieron a conocer su utilidad ritual y terapéutica.
La Salvinorina A fue aislada e identificada de manera independiente en dos laboratorios: en 1982 por Alfredo Ortega en México y en 1983 por Leander J. Valdés III en Estados Unidos, en ambos casos a partir de los estudios antropológicos previos.

## Salvinorina A
La salvinorina A es el principal compuesto psicotrópico presente en S. divinorum. Es un enteógeno o psicodélico disociativo y recreativo porque es alucinógeno y onirógeno. Presenta actividad en dosis muy pequeñas  (de 0,2 a 0,5 mg)[cita requerida] y, por tanto, es muy potente.
Produce efectos en los animales que son similares a la mescalina. 
Es un agonista muy potente y selectivo del receptor opioide kappa, el mismo sobre el actúan otros opioides como la pentazocina o la ketazocina.
Su estructura molecular es diterpénica (figura). A diferencia de los alucinógenos, no es un alcaloide, es decir, su molécula no contiene nitrógeno y de hecho se dice que es el primer agonista opioide no nitrogenado de origen natural.

## Salvinorinas A - F
Con posterioridad, se han identificado en la misma planta otras variantes de la salvinorina, todas ellas aparentemente carentes de efectos psicoactivos.
| Nombre        | Estructura | R1      | R2          | Actividad |
| ------------- | ---------- | ------- | ----------- | --------- |
| Salvinorina A |            | -OCOCH3 | −           | activa    |
| Salvinorina B | -OH        | −       | inactiva    |           |
| Salvinorina C |            | -OCOCH3 | -OCOCH3     | inactiva  |
| Salvinorina D | -OH        | -OCOCH3 | inactiva    |           |
| Salvinorina E | -OCOCH3    | -OH     | inactiva    |           |
| Salvinorina F | -H         | -OH     | desconocida |           |